# Osteocephalus mutabor
Osteocephalus mutabor är en groddjursart som beskrevs av Karl-Heinz Jungfer och Hödl 2002. Osteocephalus mutabor ingår i släktet Osteocephalus och familjen lövgrodor. IUCN kategoriserar arten globalt som livskraftig. Inga underarter finns listade i Catalogue of Life.